# بژشتس-کولونگا
بژشتس-کولونگا (به لهستانی:  Brześce-Kolonia) یک روستا در لهستان است که در گمینا یانوویتس واقع شده‌است.